# Аустенітна сталь
Аустені́тна сталь або сталь аустені́тного кла́су (англ. austenitic steel) — високолегована хромом, нікелем і (або) манґаном сталь, яка зберігає при охолодженні з високої температури до кімнатної й нижче структуру γ-твердого розчину (аустеніту).

## Загальні положення
При вмісті нікелю, манґану чи деяких інших хімічних елементів вище від деякого значення γ-стан заліза стає стабільним у діапазоні температур від кімнатної до температури плавлення. В аустенітних сталях відсутній поліморфізм при нагріванні й охолодженні. Тому для зміцнення аустенітних сталей термічну обробку не використовують. Стосовно до неіржавної аустенітної сталі гартування є операцією термообробки, яка фіксує аустенітну структуру. Отже, структура аустеніту отримується за високого вмісту у сталі легувального елемента (Ni, Mn та ін.), який розширяє область існування γ-фази, і у цьому випадку сталь називають аустенітною сталлю.
В аустенітних сталях хром забезпечує жаротривкість і корозійну тривкість, нікель стабілізує аустенітну структуру і підвищує жароміцність, пластичність і технологічність, в тому числі — за високих та низьких температур, що пояснює широке застосування аустенітних сталей, як конструкційних матеріалів для різних важких умов експлуатації (агресивні середовища, високі температури тощо).
При вмісті у сталі нікелю або манґану, у кількості, недостатній для утворення повністю аустенітної структури, отримуються проміжні структури: аустеніт + ферит, аустеніт + мартенсит тощо. У сталі системи Fe—Cr—Mn внаслідок меншої ефективності манґану при утворенні аустенітної структури області аустеніт + ферит чи аустеніт + мартенсит є розвинутими більшою мірою.

## Корозійностійкі (неіржавні) аустенітні сталі
Неіржавні аустенітні сталі (англ. austenitic stainless steel) містять 12…18 % Cr, 8…30 % Ni й 0,02…0,25 % C. На відміну від феритної неіржавної сталі, аустенітна сталь є немагнітною, має помірну твердість і міцність, низьку границю плинності й високі пластичні властивості.
Аустенітна хромонікелева сталь типу 18-8 (18 % Cr, 8 % Ni) вперше була розроблена у 1910 році й запатентована у 1912 році німецькими інженерами компанії Круппа Штраусом і Мауером (Strauss und Mauer). Аустенітні хромонікелеві сталі мають вищу корозійну тривкість порівняно з хромистими сталями й на відміну від останніх зберігають цю властивість і при нагріванні. Вміст вуглецю у корозійнотривких сталях є обмеженим.
До хромонікелевих сталей типу 18-8 належать такі марки 04Х18Н10, 08Х18Н10, 12Х18Н9, 17Х18Н9. Сталі з малим вмістом вуглецю 04Х18Н10 (AISI 304L) та 08Х18Н10 (AISI 304, 304H, S30400) застосовують переважно у вигляді електродного дроту для зварювання. Завдяки низькому вмісту вуглецю забезпечується висока корозійна стійкість зварного шва. Сталі 12Х18Н9 (AISI 301, 302, 303, S30200) і 17Х18Н9 (AISI 302, S30200) мають схильність до міжкристалітної корозії навіть за короткочасного нагрівання до помірних температур, тому після зварювання деталі піддають гартуванню на аустенітну структуру. Ці сталі застосовують у деформаційно зміцненому стані для виготовлення високоміцних деталей автомобілів і літаків, що з'єднуються точковим або роликовим електрозварюванням.

## Жаротривкі й жароміцні аустенітні сталі
Аустенітні сталі з ГЦК ґраткою мають значно вищу жароміцність і жаротривкість (окалиностійкість) порівняно зі сталями з ОЦК ґраткою.
Жаротривкі сталі аустенітного класу, що знайшли застосування для виготовлення деталей пічного обладнання, характеризуються не лише високою жаротривкістю (окалиностійкістю), але і високою жароміцністю. До жаротривких аустенітних сталей належать сталі 12Х18Н9Т (321), 20Х23Н18 (310, 310S, 314, S31000, S31008, S31400), 20Х25Н20С2 (310, 314, S31400), що мають окалиностійкість до 1100 °C.
Жароміцні аустенітні сталі використовують для виготовлення роторів, дисків, лопаток газових турбін, клапанів дизельних двигунів, що працюють за температур 600…700 °C. Хромонікелеві аустенітні сталі для збільшення жароміцності додатково легують вольфрамом, молібденом, ванадієм, ніобієм, бором та іншими елементами. До жароміцних сталей аустенітного класу належать сталі 08Х18Н10Т (AISI 321), 09Х14Н16Б, 09Х14Н19В2БР, 45Х14Н14В2М (S66009).
Родоначальником досліджень в області жароміцних сталей, що проводилися у 1930-их стосовно до турбонагнітачів авіаційних двигунів, є Франц Болленрат (нім. Franz Bollenrath) — в 1940-і роки директор НДІ авіаційних матеріалів DVL (нім. «Deutsche Versuchsanstalt für Luftfahrt» — Німецький науково-дослідний інститут авіації). У початковому варіанті розроблена сталь мала позначення «Р-193». Зміцнення сталі за високих температур (опір повзучості) передбачалося забезпечити дисперсними виділеннями термічно стійких карбідів, для чого у склад стали вводили вуглець (0,5 %) і титан (2 %). Згодом було встановлено, що дисперсійне тверднення відбувається і за відсутності вуглецю — шляхом дисперсних виділень інтерметалідної сполуки Ni3Ti. Після цього вміст вуглецю зменшили до 0,1 %. Покращеним варіантом цієї сталі став сплав тінідур — жароміцна сталь аустенітного класу, розроблена у 1936 році в Німеччині інженерами-металургами Г. Банделем (нім. G. Bandel) і К. Гебхардтом (нім. K. Gebhard) — співробітниками дослідницького відділення компанії «Friedrich Krupp AG» (м. Вульфрат).
В кінці 1940-х років у США під керівництвом Гюнтера Молінґа (англ. Gunter Mohling) — заступника директора з досліджень компанії «Allegheny Ludlum Steel Corp» було створено покращений варіант сталі тінідур, що отримав маркування А286. Сталь А286 відрізняється від базової додаванням молібдену (1,3 %) й уточненим вмістом деяких елементів. Призначення молібдену — підвищення пластичності зразків з надрізом при підвищених температурах. Вперше застосована у 1950 році для виготовлення дисків турбіни, згодом, корпусів турбіни, силових деталей форсажної камери повітряно-реактивних двигунів, лопаток і дисків газових турбін та компресорів.

## Холодостійкі аустенітні сталі
Хромонікелеві аустенітні сталі отримали широке застосування у кріогенній техніці. Це сталі із вмістом 17…25 % Cr і 8…25 % Ni. Хромонікелеві аустенітні сталі зберігають високу пластичність і в'язкість у широкому температурному діапазоні, а також поєднують корозійну тривкість з добрими технологічними властивостями. До холодотривких належать аустенітні сталі марок 03Х17Н14М3 (AISI 316), 10Х14Г14Н4Т, До недоліків цих аустенітних сталей належить низька міцність за кімнатної температури, особливо щодо границі плинності, а також відносно велика вартість, обумовлена високим вмістом дорогого нікелю.
До холодотривких аустенітних сталей також належать хромомарганцеві стали (аустенітні сталі, в яких нікель повністю або частково замінений манґаном); стабільні аустенітні хромонікельмарганцеві стали з азотом (аустенітні сталі, одночасно леговані хромом, нікелем і манґаном) і метастабільні аустенітні сталі.